# Wadern
Wadern is een gemeente in de Duitse deelstaat Saarland, gelegen in de Landkreis Merzig-Wadern. De plaats telt 15.667 inwoners.

## Delen van Wadern
- Büschfeld
- Dagstuhl
- Morscholz
- Noswendel
- Nunkirchen
- Steinberg

## Afbeeldingen

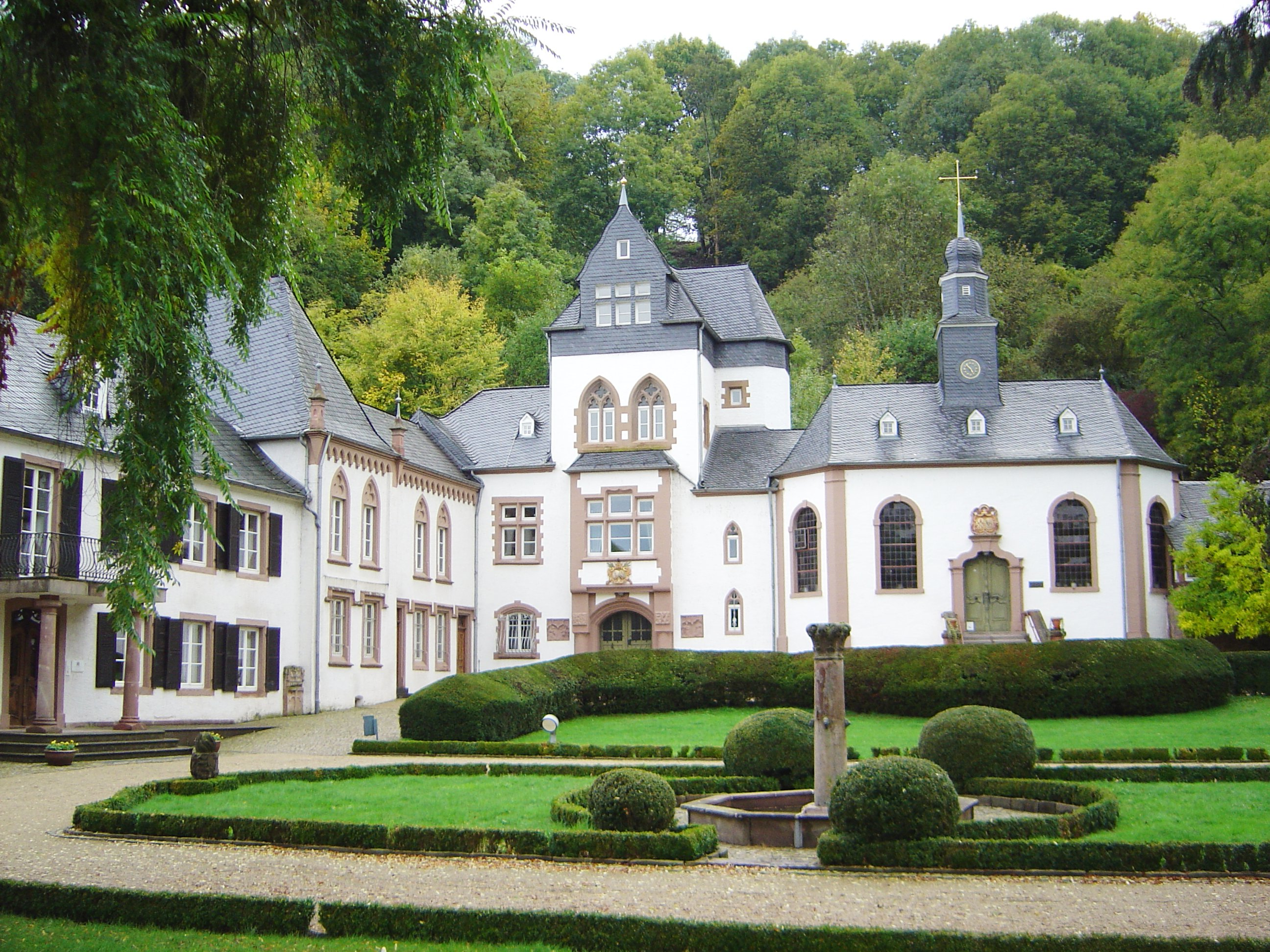
Kasteel Dagstuhl
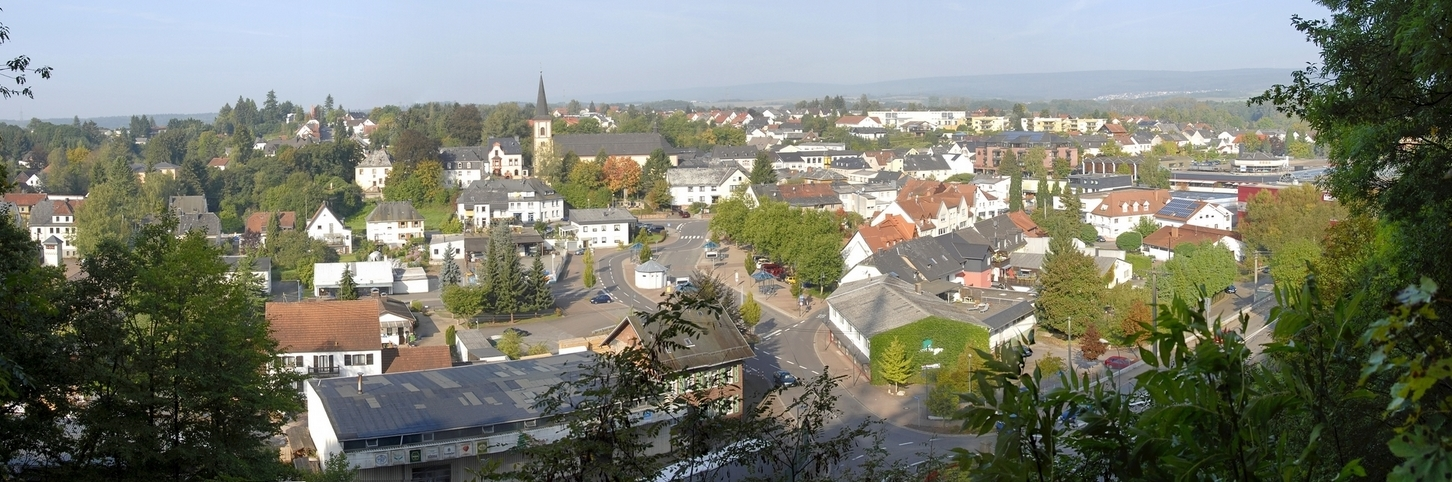
Gezicht op Wadern
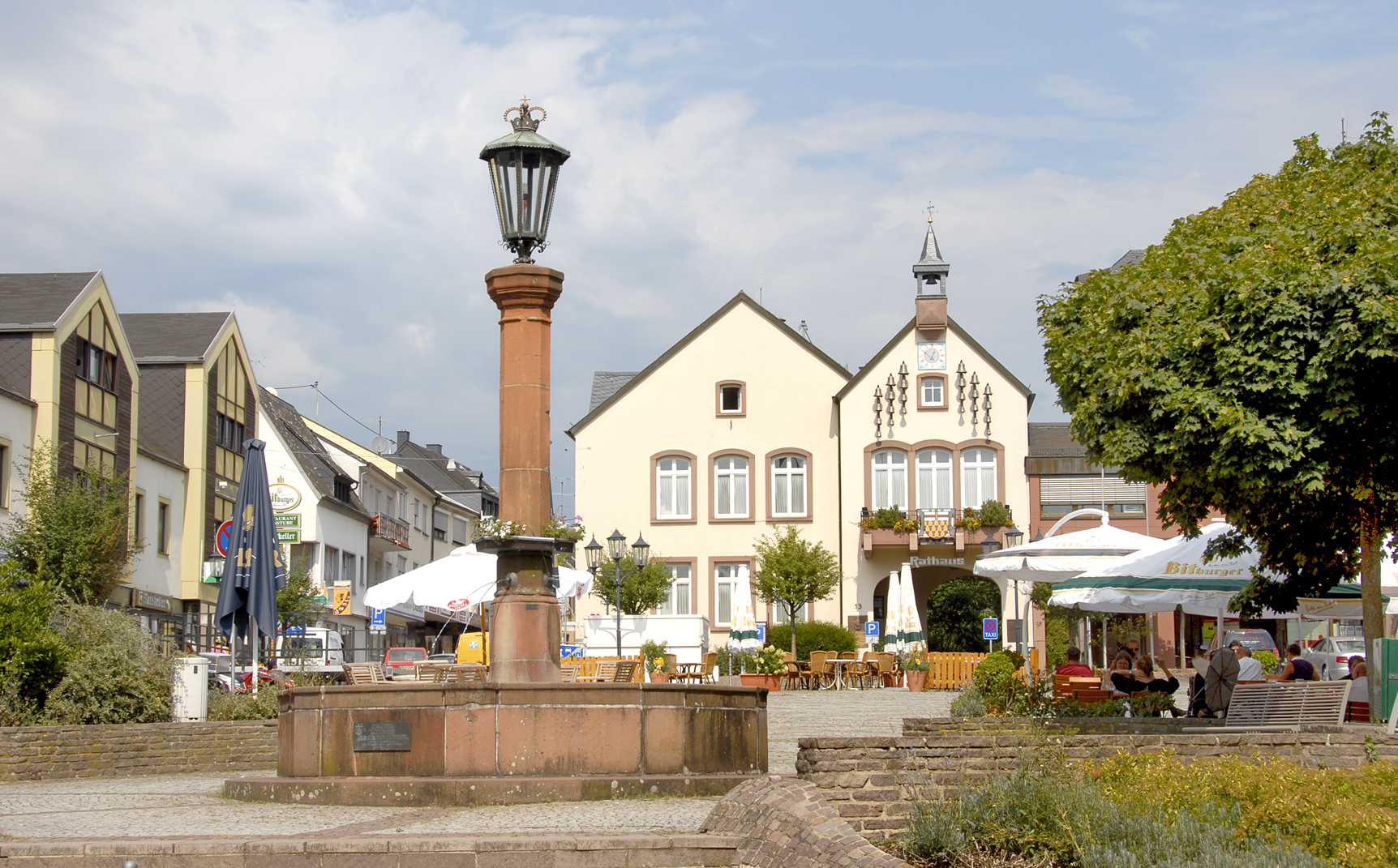
Marktplatz
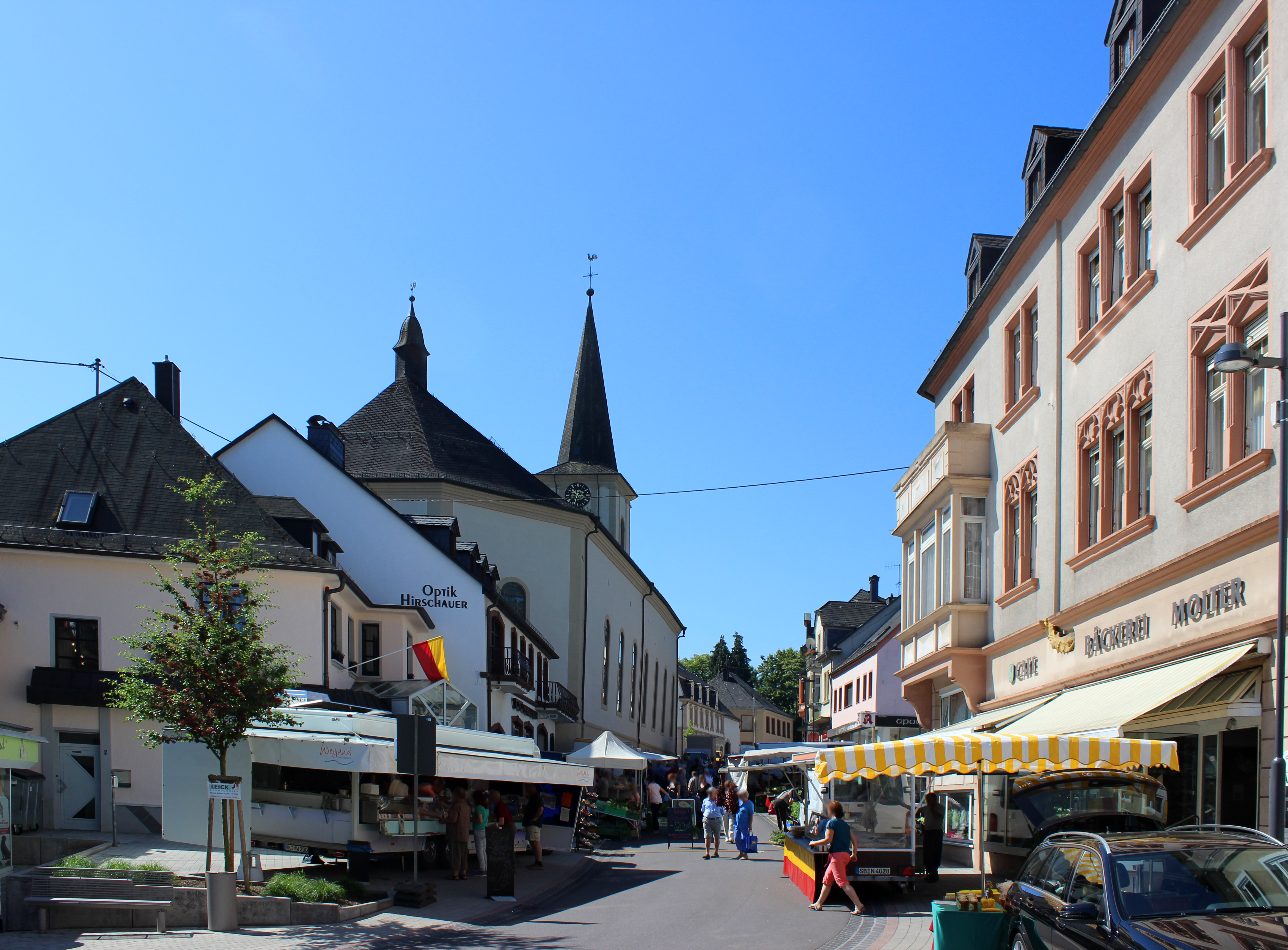
An der Kirche

Beckingen ·
Losheim am See ·
Merzig ·
Mettlach ·
Perl ·
Wadern ·
Weiskirchen